# Didier Lucien
Didier Lucien, né le 11 janvier 1967, est un acteur auteur et metteur en scène québécois d'origine haïtienne.

## Biographie
Didier Lucien, originaire d’Haïti, est arrivé au Québec à l'âge de trois ans avec ses parents et son frère aîné. Il avoue avoir vécu une enfance atypique en grandissant dans Saint-Jean-sur-Richelieu dans les années 70. Son entourage, à l'école et dans son quartier, ne savait même pas où se trouvait Haiti. Plusieurs pensaient que c'était en Afrique. Alors, Didier aimait raconter à ses amis des histoires inventées qui le met en scène avec des animaux comme des lions et des guépards. Il disait pouvoir également chevaucher des girafes. On peut donc dire que Didier Lucien avait un intérêt pour le récit en ayant un imaginaire développé dès un très jeune âge.
Il est aujourd'hui père de trois enfants. Sa fille de 23 ans nommée Lula est née d'une précédente union et ses deux jumeaux, Ioaquim et Aïzen ont 15 ans.
Le 22 août 2012, il est admis à l'hôpital Royal-Victoria pour une rupture d'anévrisme où il restera cinq jours aux soins intensifs. - Après cette blessure, il ressort physiquement et psychologiquement indemne, mais réalise tout de même qu'il devra prendre plus de temps pour prendre soin de lui-même et ne pas surcharger son horaire également.
Didier Lucien aimait déjà jouer à l'âge de 15 ans, mais c'est à 20 ans qu'il entame des cours de mime, à l’École de mime Omnibus de 1987 à 1989. Il décroche ensuite son diplôme en interprétation de l'École nationale de théâtre du Canada en 1994 à Montréal. Depuis, l'artiste haïtien travaille en interprétation tout en travaillant sur des projets de création touchant une variété de médias, dont le cinéma, la série télé et la web série, mais surtout le théâtre. Il va jouer dans une variété de lieux théâtraux, passant du Théâtre du Rideau Vert au Théâtre du Nouveau Monde, du théâtre Denise-Pelletier au Théâtre La Chapelle. Toutefois, c’est l’Espace Libre qui deviendra son lieu théâtral de prédilection puisque c'est là qu'il y jouera le plus souvent et y présentera des pièces en collaboration avec Omnibus ainsi que plusieurs de ses propres créations.
Depuis 2015, il travaille à l'École nationale de cirque. « Je suis conseiller artistique. J'ai fait de la mise en scène de cirque.» dit-il dans un article d'Écho-Vedette en 2018.
C’est depuis 2019 qu’il joue le rôle de Morse dans l’émission pour enfant Alix et les Merveilleux.

## Reconnaissances
Didier Lucien est connu par un public jeunesse pour son rôle dans Dans une galaxie près de chez vous (les deux films et la série) - présenté sur les ondes de vrak.tv de 1998 à 2001 et qui a été rediffusée pendant plusieurs années ensuite – où il incarne Bob Dieudonné-Marcelin, le pilote du Romano Fafard. Sur le plateau de cette série télé, il fait la rencontre de plusieurs acteurs et actrices avec qui il collaborera des années plus tard sur des projets artistiques, notamment Stéphane Crête et Sylvie Moreau pour Mauvais Goût (présenté en hiver 2019) Claude Desrosiers et Claude Legault (Appelle-moi si tu meurs en hiver 2019).

## Changement dans le milieu théâtral
Didier Lucien est un des premiers artistes de théâtre à parler explicitement de son expérience personnelle en tant qu'acteur de couleur. Il dénonce la discrimination dans le milieu théâtral, que ce soit dans les castings où la création de certains types de personnage. « Ça ne m'arrive presque jamais de pouvoir jouer des gens qui ont existé. Ce n'est pas le genre de casting dans lequel on m'imagine! (rires) ».
Dans les années 2000, l'acteur passe une dizaine d'années sans que le téléphone sonne pour lui offrir du travail d'interprétation qui soit à la hauteur de son parcours et de son talent. Il décide donc de planifier sa vie dans l'espace de ces dix années-là en fonction des projets qu'il aimerait lui même mettre en œuvre.
Ces dernières années en jouant dans la pièce de Camillien Houde (2017) et Chapitre de la Chute (2018), il ouvre la porte du métier aux acteurs et actrices émergent.e.s en démontrant qu'il est possible pour une personne de couleur de jouer n'importe quel rôle. De ce fait, il s'ancre dans un mouvement social pour une égalité et une équité dans le théâtre québécois.
Dans un entretien dans l'émission Y a du monde à messe, sur les ondes de Télé-Québec, concernant le théâtre il dit: « Y a rien qui est vrai, je veux dire, Legault n'est pas Camillien Houde, je ne suis pas plus le frère de Marie-Victorin, mais en même temps, tout est possible. C'est des émotions qu'on véhicule et la personnalité »

## Projets personnels

### Didier Ze Mime
En 2009, il travaille avec des collaborateurs, dont Robert Boulos, producteur et directeur artistique de FarWeb.tv, à monter une web série présentée sous forme de capsules humoristiques dans laquelle il interprète un mime un peu naïf : Didier, Ze Mime. Il développe des scénarios cocasses et ridicules dans lesquels il meurt non pas une, mais deux fois à chaque épisode. Ces capsules sont disponibles en ligne sur le site www.didierzemime.com. Ce projet a été inspiré par Les Gags de Juste pour rire et par Mr Bean.

### Ai-je du sang de dictateur?
Texte, mise en scène, interprétation et production par Didier Lucien. Il co-signe la mise en scène avec Guillaume Chouinard. La première est présentée au théâtre Espace Libre, à Montréal, le 11 février 2017.
Condamné à porter l’étiquette d’immigrant ici, taxé de « Blanc » dans son pays d’origine, il souffre du syndrome de l’imposteur. Pour ses 50 ans, l’artiste se fait plaisir en partageant avec le public le fruit de ses recherches des deux dernières années, qui lui ont permis d’en apprendre davantage sur ses proches et sur les événements qui ont marqué la Perle des Antilles. L'idée de ce projet personnel et autonome émerge dans l'esprit de l'artiste lorsqu'il pense avoir atteint une certaine maturité du sujet. Il avait le désir de vouloir se sentir prêt à plonger dans son passé et traverser le chemin nébuleux de la double identité, ou de la non-identité, à l’occurrence ne jamais sentir entier, ni entièrement Québécois, ni entièrement Haïtien et pourquoi. Le fait aussi qu'il soit rendu à un certain âge le pousse à entamer le projet, car autrement, selon lui, rien ne se serait réalisé. Lucien avait d'ailleurs programmé dix ans de sa vie où il allait réaliser certains de ses projets dont celui-ci. C'est dire que la réalisation d'une pièce comme celle-ci était déjà inscrite à son horaire. Cette pièce est une façon pour l'artiste de trouver sa place, son angle, entre deux sociétés auxquelles il appartient. Sachant que ses parents, comme la plupart des immigrants avec des enfants âgés de 1 à 6 ans environ, ne transmettent pas la culture de leur pays d'origine, reconnaissant l'exil ou l’émigration comme l'opportunité de remettre l'histoire de la famille à zéro et de s'intégrer à la nouvelle terre d'accueil.[réf. nécessaire]
Résumé de la pièce : Un animateur réalise un documentaire sur son pays natal. Affecté par son ignorance, il est envahi par un sentiment d’incomplétude. Un concours de circonstances fortuites le conduit pour la première fois en Haïti où il entreprend de retracer son histoire et comprendre ce qui le relie à son pays d’origine. Sur place, il est confronté aux affres de deux puissants séismes : celui qui vient tout juste de secouer le pays et le sien.

### Rencontre Théâtre Ados
En 2017, Didier Lucien est porte-parole de la Rencontre Théâtre Ados fondée en 1996[réf. nécessaire], qui permet de rejoindre plus de 10 000 jeunes au travers le Québec pour leur donner accès à la culture au travers différentes activités de médiation culturelle.[réf. nécessaire]

### Mauvais goût
En 2018, il met en scène la pièce Mauvais Goût écrite par Stéphane Crête. Celle-ci reçoit une belle critique de la part de La Presse et du Devoir. Bien que le texte publié en 2012 reçut une lecture bien accueillie au Jamais lu, il avait fait le tour des théâtres sans que personne avant Didier Lucien n'en veule. Déconseillée aux moins de 16 ans, la pièce porte sur des sujets scabreux et malaisants mettant de l'avant des personnages quinquagénaires, orphelins de repères moraux, qui transgressent les limites à travers diverses déviations sexuelles, tout en voulant sauver les apparences. Pour Didier, le délai entre l'écriture et la mise en scène de l'œuvre était nécessaire et sert la pièce. « On dirait que le sujet est cent fois plus actuel maintenant. S’il avait été monté avant, on aurait compris la dimension comédie, mais pas la profondeur du texte. », dit-il au journal Le Devoir,.

### Midnight Diamond
Midnight Diamond est le nom d'un groupe rock satirique créé par Didier Lucien en collaboration avec son frère, Alain Lucien, ainsi que Paul Dubé et Rémy Deloume. Le groupe œuvre quelque temps dans le monde musical québécois, par exemple en jouant au Quartier des Spectacles en 2015 dans le cadre du Zoofest. Leur dernière activité date de 2017 lors d'une prestation à ComediHa.
Leur esthétique est grandement inspiré du groupe des années 70: QUEEN. Finalement, les musiciens décrivent leur mandat comme étant celui de répandre la joie, l'humour et l'amour, contre vents et marées, par delà les continents.

## Théâtre
- 1995 : Lolita - Plusieurs rôles - Dominic Champagne / Th. Il Va Sans Dire
- 1994 : Cabaret des neiges noires - Martin, 1er rôle - Dominic Champagne / Th. Il Va Sans Dire
- 1994 : Zoo Story - Peter, 1er rôle - Carol Jones
- 2004 : Les contes urbains - monologue - Claude Poissant / Th. de la Licorne[9]
- 1995 : 50 - un des 50, 1er rôle - J.P. Ronfard et Robert Gravel[10]
- 1995 : L'Avare - Maître Jacques, 1er rôle - Luc Durand / Th. de Terrebonne[11] (présenté du 3 au 26 octobre)
- 1996 : Lulu - Plusieurs 1ers rôles - Denis Marleau / TNM[12]
- 1999 : Durocher milliardaire - 1er rôle - Robert Gravel / TNM
- 2000 : La Résurrection de lady Lester - Lester Young, 1er rôle - Julie Vincent[13] (présentation jusqu'au 2 décembre)
- 2000 : Jacynthe de Laval - Zachary, 1er rôle - Yves Desgagnés / Th. d'Aujourd'hui[14]
- 2001 : Five Wolf Deavtov Circus - Plusieurs 1ers rôles - Pascal Contamine[15]
- 2002 : Ladies' night - Fred, 1er rôle - Denis Bouchard / Zone 3
- 2002 : Mademoiselle Eileen Fontenot pour les dix sous de liberté -  1er rôle - Jean-Frédéric Messier / Th. d'Aujourd'hui (présenté du 17 septembre au 22 octobre)
- 2004 : Nicole, de Didier Lucien et Stéphane Crête
- 2006 : L'Histoire lamentable de Titus, adaptation de Jean Asselin
- 2007 : Amour, Cul et Violence, de Didier Lucien et Guillermina Kerwin
- 2009 : La Charge de l'orignal épormyable - Letasse / cromagnon - m.e.s. Lorraine Pintal[16]
- 1992 et 2009 : Il n'y a plus rien - 1er rôle - m.e.s. Claude Laroche
- 2010 : Cravate club, de Fabrice Roger-Lacan
- 2014 : La Sonate Louis Slotin, de Paul Mullin
- 2017 : Ai-je du sang de dictateur ? - Auteur, metteur en scène et interprète solo - N.T.E
- 2017 : Camillien Houde - Rôles multiples - M.e.s. Daniel Brière et Geoffrey Gacquère/ Espace Libre en collaboration avec le N.T.E.
- 2017 : Post-Humains - Rôles multiples - M.e.s. Dominique Leclerc et Édith Patenaude / Espace Libre
- 2018 : Jean dit - 1er rôle - M.e.s. Olivier Choinière/ Théâtre d'Aujourd'hui
- 2018 : Chapitres de la Chute - 1er rôle - M.e.s. Marc beaupré et Catherine Vidal/ Théâtre de 4'sous
- 2018 : Mauvais goût - 1er rôle et metteur en scène - Th. Espace Libre - Texte de Stéphane Crête
- 2022 : Mon île, mon cœur - Maître de cérémonie - Espace St-Denis - Un spectacle des 7 doigts de la main dirigé par Shana Carroll

## Filmographie

### Cinéma
- 1993 : Because Why : l'employé de l'épicerie
- 1996 : Pudding chômeur : le chauffeur de taxi
- 1996 : L'Oreille de Joé
- 1997 : Cabaret des Neiges noires : Martin
- 1999 : La Petite Histoire d'un homme sans histoire : le commis
- 2000 : La Bouteille : Didier
- 2002 : Les Dangereux : Tiger
- 2003 : Le Salut (Levity) : le chauffeur de taxi
- 2004 : La Pension des étranges
- 2004 : Dans une galaxie près de chez vous : Bob (« avec cheveux ») Dieudonné-Marcellin
- 2004 : Comment conquérir l'Amérique
- 2007 : L'Âge des ténèbres : William Chérubin
- 2008 : Dans une galaxie près de chez vous 2 : Bob Dieudonné Marcellin
- 2011 : French Kiss : Elliot
- 2013 : Un sur 2 : Toussain
- 2013 : Amsterdam de Stefan Miljevic : animateur radio
- 2015 : Chorus de François Delisle : Hervé Laroche
- 2016 : D'encre et de sang d'Alexis Fortier Gauthier, Maxim Rheault et Francis Fortin : Hercule
- 2017 : Les Affamés : Vézina
- 2018 : La Beauté du Monde : commandant de police
- 2019 : Menteur d'Émile Gaudreault : Dominic Dufour
- 2025 : Menteuse d'Émile Gaudreault : Dominic Dufour

### Télévision
- 1995 : Bouledogue Bazar : Boris (1995-1996)
- 1996 : Jasmine : Didier
- 1996 : Omertà : membre d'un gang
- 1999 : Dieu reçoit : Jean-Michel
- 1999 : Dans une galaxie près de chez vous : Bob Dieudonné-Marcellin
- 2004 : Un monde à part : Sauveur Buhari
- 2005 : Pure laine : Dominique
- 2006 : Le 9.5 : Guylain Lin
- 2013 : Fée Éric (depuis saison 3) : Éric
- 2015 : 19-2 (saison 3, épisode 9) : Avocat
- 2018-2019 : Léo (saisons 1-5) – Julien
- 2019 : Appelle-moi si tu meurs
- 2020 : Top Dogs - Homicides (websérie) : chef
- 2021 : Caméra Café : Jean-Marc Joseph
- 2022 : Comme des têtes pas de poule : directeur de l'école
- 2024 : Indéfendable (Saison 2) : Didier Roy

## Doublage
- 2004 : Les Incroyable : Lucius / Frozone
- 2005-2008 : The Boondocks (série télévisée) : oncle Rukus
- 2008 : Blaise le blasé (série télévisée) : Dr Vadeboncœur
- 2008 : La vie est un zoo : Dr D
- 2013 : Assassin's Creed IV: Black Flag : Adewalé
- 2014 : Assassin's Creed: Rogue : Adewalé
- 2016 : Captain America: Civil War : roi T'Chaka
- 2018 : Black Panther : roi T'Chaka
- 2018 : Les Griffin : Jerôme